# Varduva
Varduva (žemaitsky Vardova, starší litevské názvy: Vardava, Sedula) je řeka v Litvě, v Žemaitsku, levý přítok řeky Venta. Pramení ve vsi Paparčiai 0,5 km na východ od města Barstyčiai, okres Skuodas, 11 km na západ od města Seda. Zpočátku obtéká hranatým obloukem z východu rozlehlou ves Paparčiai, dále teče na jihovýchod až do města Žemaičių Kalvarija, kde se stáčí na severovýchod, v Sedě se stáčí na sever a počíná více meandrovat. Do řeky Venta se vlévá 182,5 km od jejího ústí jako její levý přítok u vsi Griežė, 2 km na severozápad od Leckavy, okres Mažeikiai, na hranici s Lotyšskem.

## Přítoky

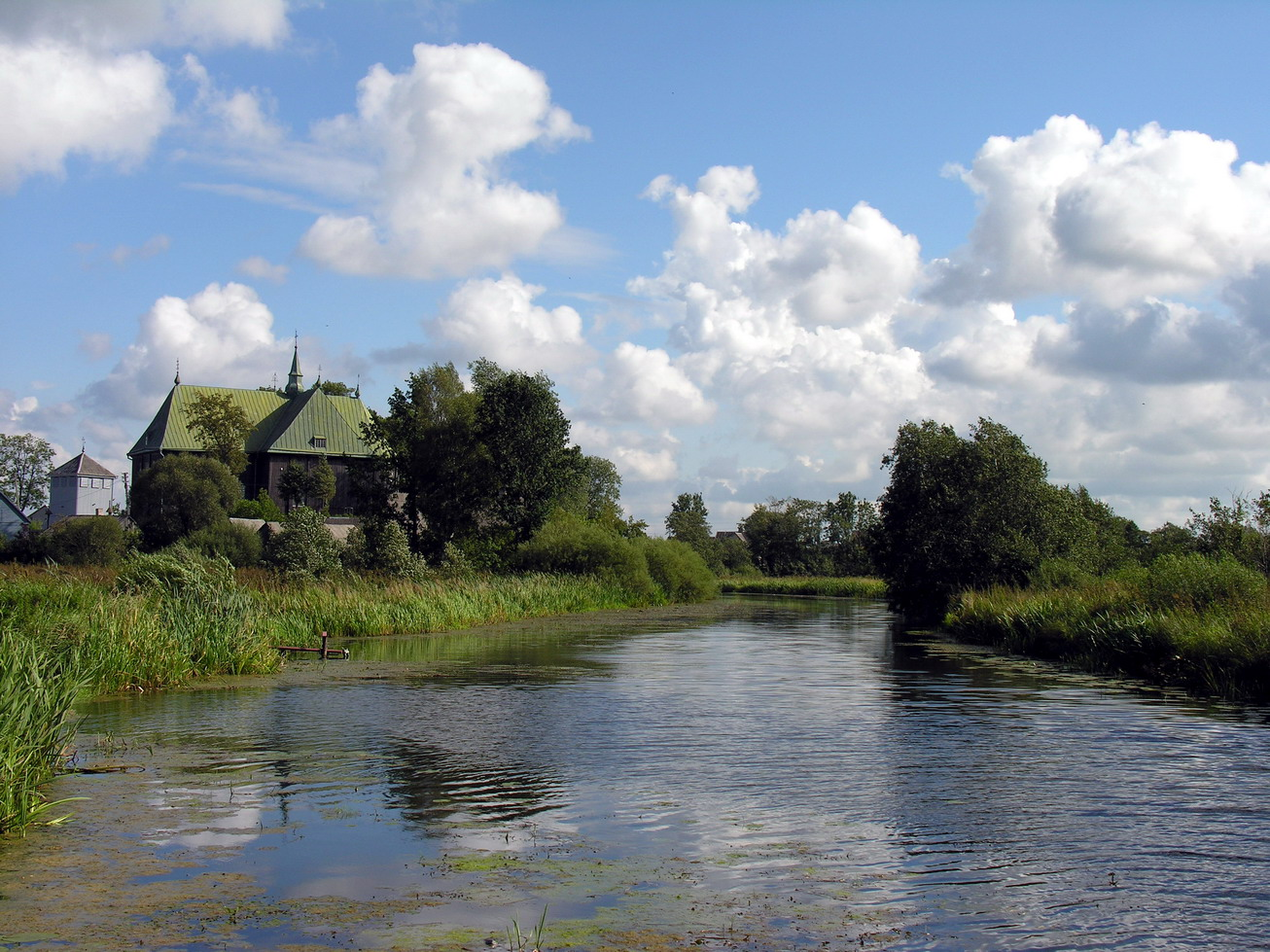
Kostel Nanebevzetí nejsvětější Panny Marie v Sedě za Varduvou

- Levé:

| Hydrologické pořadí | Řeka      | Délka (km) | Povodí (km²) | Vzdálenost od ústí (km) | Ústí kde                           | Koordináty ústí |
| ------------------- | --------- | ---------- | ------------ | ----------------------- | ---------------------------------- | --------------- |
| 30011315            | Šarnelė   | 6,3        | 14,8         | 82,2                    |                                    |                 |
| 30011323            | V-3       | 2,7        | 3,7          | 73,6                    |                                    |                 |
| 30011324            | V-1       | 5,1        | 7,2          | 73,3                    |                                    |                 |
| 30011325            | Vaidenis  | 4,5        | 5,1          | 71,2                    | Pagardė                            |                 |
| 30011346            | Beržupis  | 4,2        | 8,0          | 64,7                    | Seda                               |                 |
| 30011347            | Bradumas  | 7,6        | 11,0         | 59,4                    |                                    |                 |
| 30011351            | Kvistė    | 25,0       | 115,2        | 17,1                    | Kukiai                             |                 |
| 30011362            | Gūžė      | 9,8        | 12,7         | 14,7                    | Dapšiai, rybník Varduvos tvenkinys |                 |
| 30011363            | Dubulis   | 11,0       | 18,1         | 14,7                    | Dapšiai, rybník Varduvos tvenkinys |                 |
| 30011364            | Eglynupis | 12,7       | 25,2         | 9,3                     | Juodeikiai                         |                 |

- Pravé:

| Hydrologické pořadí | Řeka                 | Délka (km) | Povodí (km²) | Vzdálenost od ústí (km) | Ústí kde           | Koordináty ústí                |
| ------------------- | -------------------- | ---------- | ------------ | ----------------------- | ------------------ | ------------------------------ |
| 30011311            | Varnako upalis       | 3,1        | 7,9          | 86,4                    |                    |                                |
| 30011312            | Degemė               | 5,8        | 6,2          | 85,5                    |                    |                                |
|                     | Gagrė                | 6,4        | 19,2         | 84,3                    |                    |                                |
| 30011313            | Margupis             | 6,5        | 16,5         | 82,7                    |                    |                                |
| 30011316            | V-8                  | 4,3        | 5,4          | 79,6                    |                    |                                |
| 30011318            | Cedronas/ Pagardenis | 8,3        | 21,5         | 75,9                    | Žemaičių Kalvarija | 56°6′30″ s. š., 22°0′30″ v. d. |
| 30011322            | V-6                  | 2,0        | 5,5          | 74,5                    |                    |                                |
| 30011326            | Sruoja               | 51,6       | 179,5        | 66,4                    |                    |                                |
| 30011348            | V-4                  | 4,2        | 4,5          | 38,4                    |                    |                                |
| 30011349            | V-2                  | 2,5        | 1,4          | 22,6                    |                    |                                |